# Тетюський район
Тетюський район (рос. Тетюшский район, тат. Тәтеш районы) — муніципальний район у складі Республіки Татарстан Російської Федерації.
Адміністративний центр — місто Тетюші.

## Адміністративний устрій
До складу району входять одне міське та 32 сільських поселень:
1. місто Тетюші
2. Алабердинське сільське поселення (центр Алабердіно)
3. Алекіно-Полянське сільське поселення
4. Байрашевське сільське поселення
5. Бакрчинське сільське поселення
6. Беденьгінське сільське поселення
7. Бессоновське сільське поселення
8. Богдашкинське сільське поселення
9. Великоатряське сільське поселення
10. Великотарханське сільське поселення
11. Великотурминське сільське поселення
12. Великошемякінське сільське поселення
13. Вожжинське сільське поселення
14. Жуковське сільське поселення
15. Івановське сільське поселення
16. Кільдюшевське сільське поселення
17. Кіртелінське сільське поселення
18. Кляшевське сільське поселення
19. Кошки-Новотімбаєвське сільське поселення
20. Лаптєвське сільське поселення
21. Льяшевське сільське поселення
22. Малоатряське сільське поселення
23. Малобісяринське сільське поселення
24. Малошемякінське сільське поселення
25. Монастирське сільське поселення
26. Нармонське сільське поселення
27. Починок-Ново-Льяшевське сільське поселення
28. Сюндюковське сільське поселення
29. Тоншерминське сільське поселення
30. Урюмське сільське поселення
31. Федоровське сільське поселення
32. Чинчуринське сільське поселення
33. Чувашсько-Черепановське сільське поселення